# Praelucinidae
De Praelucinidae zijn een familie van uitgestorven tweekleppigen uit de orde Cyrtodontida.